# 부쿠레슈티 조약 (1913년)

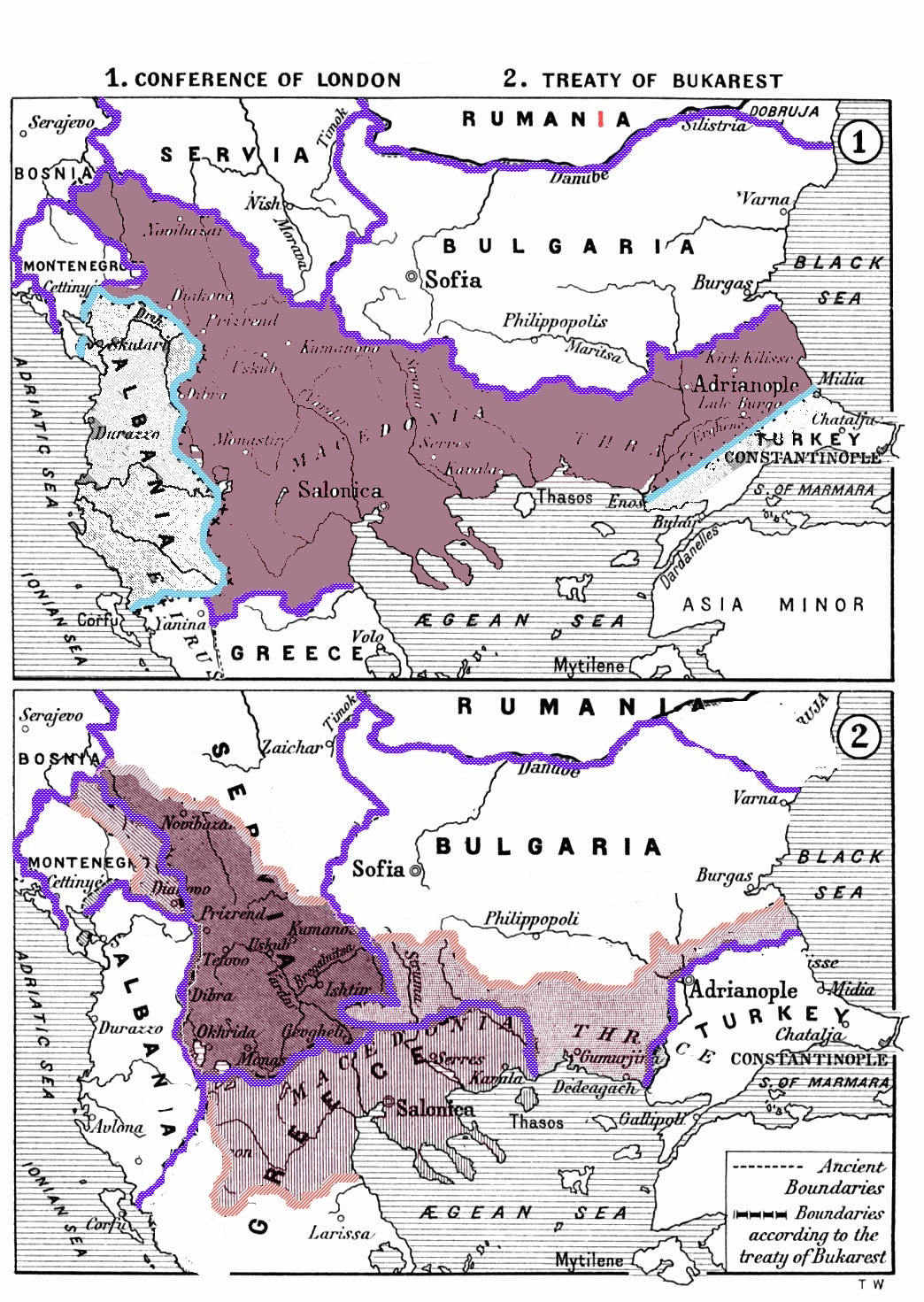
런던 조약과 부쿠레슈티 조약 이후 발칸 지역의 국경선

부쿠레슈티 조약(영어: Treaty of Bucharest)은 1913년 8월 10일에 루마니아의 수도 부쿠레슈티에서 루마니아 왕국, 세르비아 왕국, 그리스 왕국, 몬테네그로 왕국과 불가리아 왕국이 체결한 조약이다.
이 조약은 제2차 발칸 전쟁의 후속조치로 발효됐다. 국경을 정하는 모든 협약과 조약들은 각국 파견단의 협정 조율로 이뤄졌으며, 이들이 일종의 의회를 구성하면서 형식적으로 협의 사항을 비준했다.

## 세르비아의 영토 확장
세르비아 왕국의 동쪽 국경선은 파타리카 정상 부근으로 스트루마 강 인근으로까지 넓혀졌다. 이에 따라 바르다르강, 스트루마강까지 영토가 늘어나면서 그리스 및 불가리아와 영토를 접하게 됐다. 이로써 세르비아는 북마케도니아(현재의 마케도니아 공화국)와 코소보 지역 등을 차지하면서 영토가 33,891km2로 넓어졌고, 인구는 150만여 명이 늘어났다.

## 그리스의 영토 확장
그리스 왕국의 북쪽과 동쪽 국경선은 마케도니아 지방의 산악 지대로 알려진 벨라시카 인근까지 확대되어 메스타강, 에게해 입구와 맞닿게 됐다. 그리스는 제1차 발칸 전쟁으로 손에 넣은 남부 이피로스 뿐만 아니라 남부 마케도니아 대부분을 차지하면서 영토가 41,933km2로 넓어졌고, 인구는 170만여 명이 늘었다.
크레타도 이 조약을 통해 그 해 12월 14일 그리스령으로 확정됐다.

## 불가리아의 영토 축소
제2차 발칸 전쟁에서 패한 불가리아 왕국은 제1차 발칸 전쟁을 통해 차지했던 지역의 상당 부분을 상실했다. 불가리아 왕국은 마케도니아의 북동부(피린 마케도니아)와 서트라키아를 차지하면서 인구가 129,490명이 늘긴 했지만, 2,687km2에 이르는 도브루자 지방을 루마니아 왕국에 할양해야 했다.
뿐만 아니라 불가리아 왕국은 이 조약으로 기존 영토에 보유하던 성곽을 모두 파괴하고 슈멘, 루세 지방에 절대 성곽을 짓지 않을 것과 에게해 인근 반경 20km 내에 어떠한 군사 시설도 증축하지 못한다는 조건을 수락해야 했다.

## 평가
부쿠레슈티 조약으로 불가리아 왕국은 마케도니아 지방을 차지하여 발칸반도의 강국으로 군림하려던 야심이 좌초되었고, 루마니아 왕국에 오히려 영토의 일부를 할양하게 되었다. 세르비아 왕국과 그리스 왕국은 영토와 인구를 크게 늘려 군사적 자신감을 얻고 민족주의를 앙양하는 계기가 되었다.
다만, 그리스는 북동쪽으로 영토를 확장하는 성과에도 불구하고 북이피로스 지방을 병합하려던 계획은 이탈리아의 강력한 반대에 부딪혀 무산되었다.

## 같이 보기
- 제2차 발칸 전쟁

## 참고 문헌
- 앤더슨, 프랑크 말로이 《Handbook for the Diplomatic History of Europe, Asia, and Africa 1870-1914》[유럽, 아시아, 아프리카의 외교책], 워싱턴 D. C. 1918년